# Prunella fulvescens
Prunella fulvescens là một loài chim trong họ Prunellidae.